# Moord op Ingrid Caeckaert
De moord op Ingrid Caeckaert is een Belgische cold case. Het betreft de moord op de 26-jarige Ingrid Caeckaert die op 16 maart 1991 met 62 messteken om het leven werd gebracht. De dader bleef onbekend.
Hoewel de zaak in 2021 verjaarde, werd het DNA-onderzoek om de dader te vinden in 2024 voortgezet. Fenotypisch onderzoek uit dat jaar toonde aan dat het gaat om een West-Europese man die destijds ongeveer 40 jaar oud was. Het was de eerste keer dat deze techniek in België werd toegepast door speurders.

## Achtergrond

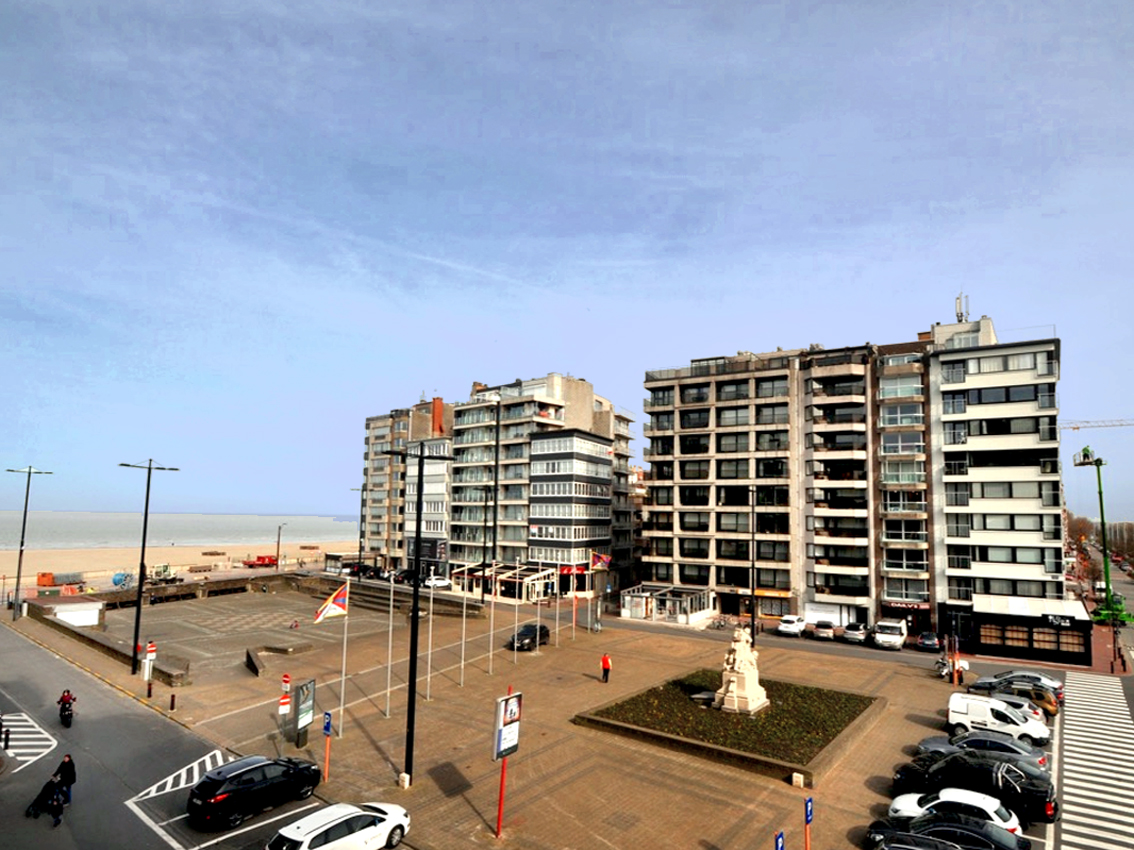
Heldenplein (2018)

Ingrid Caeckaert werd geboren in Maldegem op 7 mei 1964. Ze was de enige dochter van Georges Caeckaert en Marie-Josephe Vereecke. Haar ouders hadden in haar geboortedorp een eigen bakkerij. Caeckaert woonde bij haar ouders in Maldegem, maar af en toe verbleef ze samen met haar vriend in een appartement van haar ouders in residentie Neptunus aan het Heldenplein in Knokke-Heist.
Caeckaert had aan de Zeedijk in Knokke-Heist een eigen makelaarskantoor genaamd Agence Atlanta. Ze werd beschreven als een aantrekkelijke, goedgeklede blonde vrouw. Ze had een vaste relatie en leidde een rustig leven.

## Moord
Op de middag van 16 maart 1991, de dag van haar moord, was de 26-jarige Caeckaert kort langs de kledingwinkel van een vriendin geweest. Deze vriendin omschreef de stemming van Caeckaert op dat moment als 'goedgezind'. Nadat ze een bakkerij had bezocht om een broodje te kopen, vertrok ze naar het appartement om daar te lunchen. Normaal gesproken deed Caeckaert dit bij haar ouders in Maldegem, maar ze had besloten om in het appartement te eten vanwege een werkafspraak die ze die middag had.
Rond 13:00 kwam ze aan bij het appartementsgebouw en stapte ze in de lift naar de zevende verdieping. In de hal werd ze aangevallen door een man met een mes. Ze probeerde om via de trap te ontvluchten, maar stierf ter plekke. Caeckaert werd door een onderbuurvrouw gevonden in de trappenhal tussen de zesde en zevende verdieping van het gebouw. Ze was om het leven gebracht met 62 messteken. Terwijl de buurvrouw de hulpdiensten alarmeerde, wist de dader te ontvluchten.

## Onderzoek
Aan afweerwonden op haar handen en armen was af te leiden dat Caeckaert zich tijdens de aanval sterk had verweerd. Tijdens de moord raakte de dader zelf ook gewond, waardoor deze sporen naliet op het plaats delict: op de glazen toegangsdeur van het appartementsgebouw liet hij een bebloede handafdruk achter en liet daarnaast buiten een bloedspoor van 170 meter na. Mogelijk is de dader na de moord gevlucht met een auto.
Het DNA van de bloedsporen van de dader werd vergeleken met DNA uit een databank, maar er werd geen match gevonden. Het DNA werd tevens vergeleken met dat van enkele mogelijke verdachten, waaronder seriemoordenaar Ronald Janssen in 2010, maar dit leverde ook geen resultaat op. De enige informatie die de onderzoekers uit het DNA konden verkrijgen was dat het afkomstig was van een man.
Twee weken na de dood van Caeckaert kreeg de politie van Maldegem een anonieme brief met daarin een schuldbekentenis. De brief was in het Frans geschreven en bevatte de tekst: 'Ik heb Ingrid Caeckaert gedood uit liefde, pour la passion. Ik heb haar zeer goed gekend.' De schrijver van de brief bleef, ondanks DNA onderzoek op het speeksel van de enveloppe, onbekend.
In de loop der jaren waren er meerdere verdachten, waaronder een dakloze man uit Gent en een man uit Schaarbeek die beiden in het verleden dader waren van seksueel geweld. Beiden bleken niets met de zaak te maken te hebben. Uitzendingen van de TV-programma's Oproep 2020 in 1997 en Ooggetuige in 2002 leverden tips op, maar ook deze leidden tot niets. In de jaren dat het onderzoek werd uitgevoerd, werden ongeveer 2000 mensen bevraagd.

### Mogelijke motieven
Het motief voor de moord was onduidelijk. Caeckaert werd niet bestolen en er was ook geen sprake van verkrachting. Er werden enkele mogelijke motieven naar voren gebracht, waaronder problemen in de relationele sfeer en fraude in de vastgoedsector, maar deze sporen liepen dood.  Jean-Pierre Lekens van de GDA in Brugge stelde tijdens een interview in 2002 dat Caeckaert, gezien de razernij waarmee de moord begaan werd, mogelijk vermoord werd door een afgewezen minnaar. De ouders en vriend van Caeckaert gaven aan geen idee te hebben wie de mogelijke dader zou kunnen zijn.

### Onduidelijkheid
Kort voor haar dood gebeurden er volgens de moeder van Caeckaert een aantal eigenaardige dingen. Caeckaert had een vaste relatie, maar ontving op Valentijnsdag, een maand voor haar dood, een kaart van een anonieme aanbidder. Volgens haar moeder was ze hier niet van gediend. Daarnaast vond ze in de kofferbak van de auto een briefje met een liefdesverklaring. Deze anonieme schrijver van de liefdesverklaring werd in 2012 door de politie gevonden, maar deze persoon bleek een alibi te hebben voor de dag van de moord.
Kort voor haar overlijden werd door een onbekende afzender een boeket met paarse anjers bij het vastgoedkantoor waar Caeckaert werkte afgegeven. Volgens de moeder van Caeckaert had ze een hekel aan anjers en de kleur paars. Daarnaast wordt de kleur paars geassocieerd met de dood. Enkele dagen voor haar overlijden werd er 's avonds op de deur geklopt van het appartement waar Caeckaert samen met haar vriend verbleef. Beiden besloten op dat moment om niet open te doen.
Kort na haar dood en enkele jaren daarna werden meermaals bloemen op haar graf gelegd door een onbekend persoon.

## DNA-onderzoek (2022)
In 2022 stonden ruim 700 mannen hun DNA af in de hoop dat dit kon bijdragen aan het oplossen van de zaak. Biowetenschapper Sofie Claerhout ontwikkelde een nieuwe techniek voor het onderzoeken van DNA, met een specifieke focus op het mannelijke Y-chromosoom. Dit deel van het DNA wordt bijna identiek overgedragen van vader op zoon, waardoor er met het DNA ook banden gelegd kunnen worden tussen de dader en zijn naaste verwanten. Op 2 augustus 2024 werden opnieuw DNA stalen afgenomen van 150 mannen. Het betrof zowel mannen die reeds eerder hun DNA hadden afgestaan als mannen die dat voor het eerst deden. De personen werden opgeroepen door het Parket van Gent en waren afkomstig vanuit heel België.
Een wetswijziging uit 2024 die in België verwantschapsonderzoek toestaat, kan een mogelijke doorbraak geven in het onderzoek. Het DNA dat in 1991 gevonden werd op het plaats delict mag vergeleken worden met DNA van naasten van de dader als dit DNA zich in de databank bevindt. Daarnaast wordt het mogelijk om een fenotype te reconstrueren waardoor er een beter beeld van de dader ontstaat. Aan de hand van fenotypering kan achterhaald worden hoe de dader er ongeveer uitzag, hoe oud hij ongeveer was en uit welke regio hij afkomstig is. Uit fenotypisch onderzoek in 2024 bleek dat het gaat om een man uit West-Europa die destijds ongeveer 40 jaar oud was.

## Media
De moord op Ingrid Caeckaert werd besproken in de podcast De Zaak Y van Radio 1. De presentatie van de podcast werd gedaan door Max-Lena Vanden Eynde.